# Pierre de Broëta
Pierre Joseph Antoine De Broëta (Antwerpen, 3 maart 1777 – Kortrijk, 25 augustus 1848) was een handelaar te Antwerpen.
Pierre De Broëta was de zoon van Joseph Guilaume de Broëta, een Antwerps koopman en reder die in 1768 in de adelstand was verheven, en van Jeanne Marie Caroline Muytinck, een telg uit het bekende Antwerps koopmansgeslacht. Op 1 januari 1808 werd hij door préfect Cochon de l'Apparent aangesteld als maire van de gemeente Deurne-Borgerhout. Nadat hij er van beschuldigd werd zichzelf met de geldelijke middelen der gemeente te hebben verrijkt, diende hij op 29 februari 1816 zijn ontslag in als maire. Waarna hij zich te Deurne vestigde als brouwer. Van zijn hand zijn het eerste politiereglement en bevolkingsregister van Deurne-Borgerhout. Hij werd ad interim opgevolgd door zijn secretaris Pieter Mattheus de Ridder.